# Plný dům
Plný dům (v anglickém originále Full House) je americký sitcom, který se původně vysílal od 22. září 1987 do 23. května 1995 na ABC. Během osmi let bylo natočeno 192 dílů v 8 sériích. Seriál popisuje život mladého vdovce Dannyho Tannera (Bob Saget), kterému nejde výchova svých tří dcer zcela dobře a občas mu musí pomoct jeho kamarád Joey (Dave Coulier) a švagr Jesse (John Stamos) s ženou Rebeccou (Lori Loughlin). Dannyho nejmladší dceru Michelle hrají dvojčata Mary-Kate a Ashley Olsenovy.
V Česku se sitcom vysílal poprvé v roce 1996 v České televizi, od roku 2013 ho uvádí Smíchov TV ze Skupiny Nova, která pro seriál nechala vyrobit nový dabing. Z původní verze dabingu zůstal pouze Martin Sobotka, který namluvil Jesseho Katsopolise.
Pokračování sitcomu s názvem Fuller House je od 26. února 2016 dostupné na Netflixu.

## Dabing

### Skupina Nova
- Petr Gelnar – Danny Tanner
- Martin Sobotka – Jesse Katsopolis
- Michal Holán – Joey Gladstone
- Anna Nemčoková (1.–4. série), Kristýna Valová (5.–8. série) – DJ Tannerová
- Tereza Tišnovská – Stephanie Tannerová
- Alexandra Horáková – Michelle Tannerová
- Jitka Moučková – Rebecca Donaldson

### Česká televize
- Jan Šťastný – Danny Tanner
- Martin Sobotka – Jesse Katsopolis
- Pavel Vondra – Joey Gladstone
- Klára Šumanová – DJ Tannerová
- Martina Holomčíková – Stephanie Tannerová